# Verkehrsstab

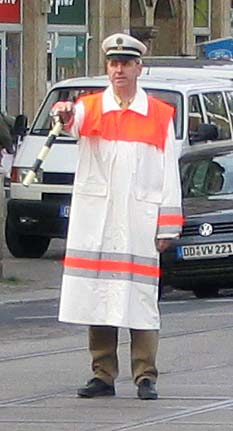
Verkehrspolizist mit Verkehrsstab

Der Verkehrsstab (auch: Regulierungsstab, Straßenverkehrsreglerleuchtstab, Zebrastab) ist ein Verkehrsleitgerät, das unter anderem von  der Polizei im Straßenverkehr eingesetzt wird.
Es handelt sich dabei um einen circa 30 cm langen Stab mit schwarzweißen Streifen mit einer Schlaufe zum Tragen um das Handgelenk. Bei Einsatz in der Dunkelheit kann der Stab in der Regel beleuchtet werden.
Der Verkehrsstab gehörte zur Standardausrüstung der Verkehrspolizei der DDR, wurde aber auch zur Verkehrsregulierung bei z. B. der NVA und Grenztruppen der DDR eingesetzt. In der Bundesrepublik Deutschland war er nicht im Einsatz und wurde im Rahmen der Wiedervereinigung in den neuen Bundesländern abgeschafft. Einige Bundesländer führten 2007 den Verkehrsstab wieder als offizielles Hilfsmittel bei der Handregulierung ein.
Der Verkehrsstab ist auch in den Ländern des ehemaligen Ostblocks weit verbreitet.

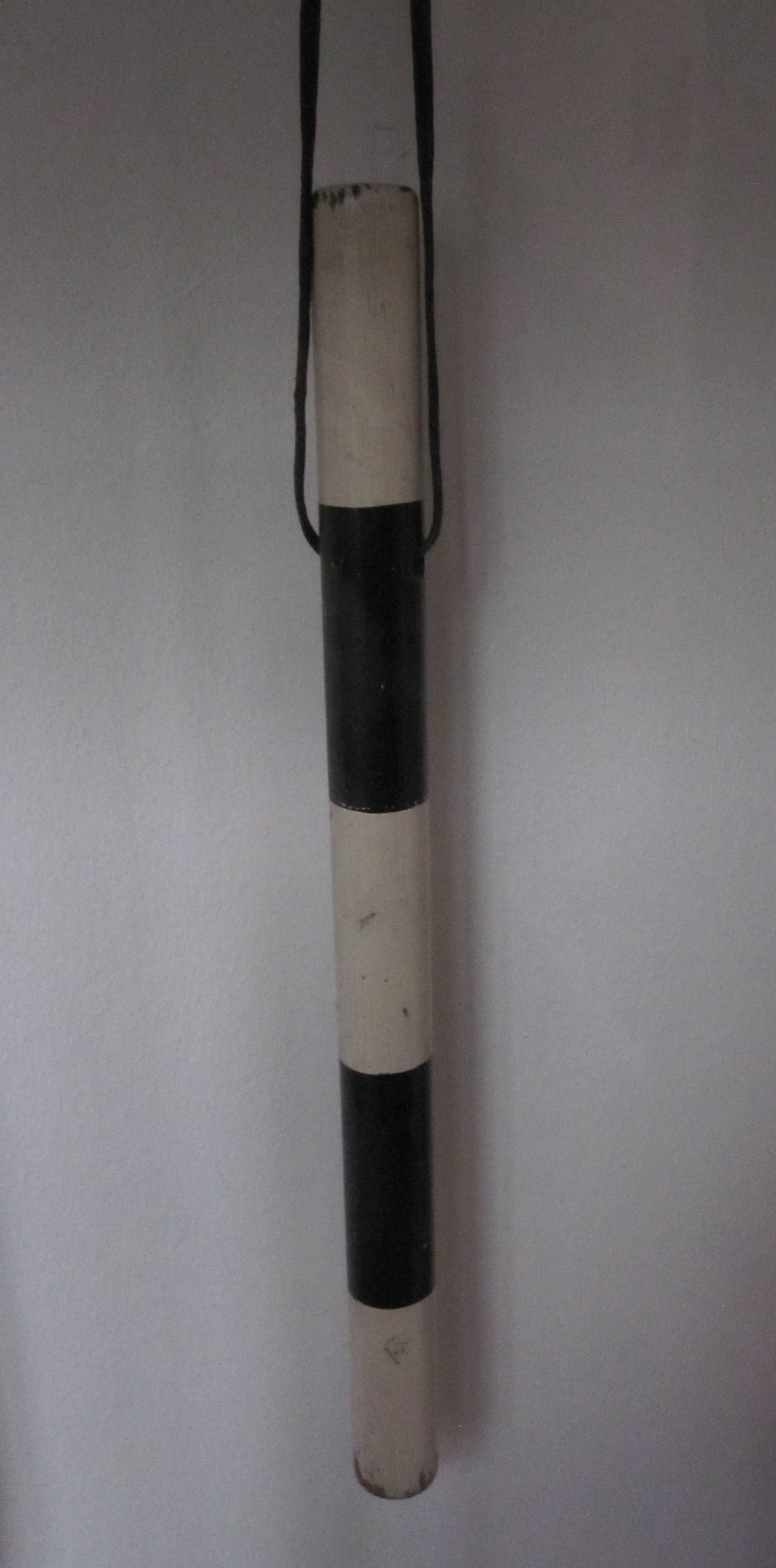
Verkehrsstab (Holz)
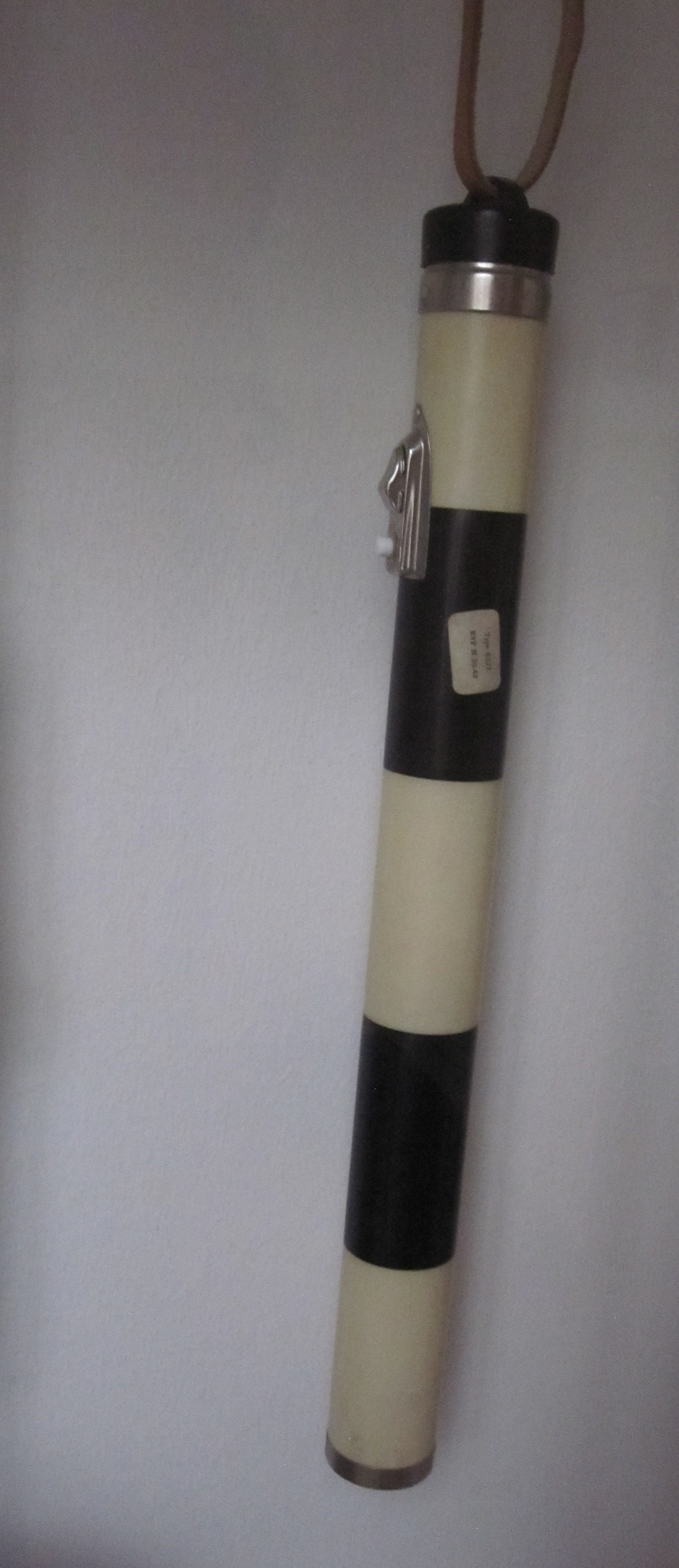
Verkehrsstab (mit Beleuchtung) der Deutschen Volkspolizei